# 間島站
間島站（日语：／ Majima eki */?）是位於新潟縣村上市間島，東日本旅客鐵道（JR東日本）的羽越本線車站。

## 歷史
- 1924年（大正13年）7月31日：羽越線村上至鼠關之間開業，此站啟用。
- 1925年（大正14年）11月20日：隨著支線與赤谷線啟用，羽越線改名為羽越本線。
- 1960年（昭和35年）7月1日：終止貨物起卸業務。成為旅客車站。
- 1972年（昭和47年）10月1日：終止行李起卸業務。
- 1987年（昭和62年）4月1日：伴隨國鐵分割民營化，車站由東日本旅客鐵道（JR東日本）營運。
- 1988年（昭和63年）3月：車站大樓重建。

## 車站構造
車站是一座地面車站，設有1面1線的單式月台和1面2線的島式月台，共設有2面3線的月台。月台之間設有跨線橋連接。
村上站至此站之間為雙線鐵路，此站至越後早川站之間為單線鐵路。另外，在村上站至此站之間設有中性區，此站是羽越本線交流電氣化區間的最南端。
此站是由村上站管理的無人車站。此站設有候車室，在候車室內設有簡易型自動售票機、自動販賣機和廁所。
另外，在1990年夏季前，此站設有車站職員當值。在1985年前，此站設有臨時乘車票販賣處，販賣近距離車票和入場票。

### 月台
| 月台 | 路線      | 上下行     | 方向           |
| ---- | --------- | ---------- | -------------- |
| 1    | ■羽越本線 | 下行       | 鶴岡、酒田方向 |
| 2    | ■羽越本線 | （待避線） | （待避線）     |
| 3    | ■羽越本線 | 上行       | 村上、新津方向 |

參考

## 車站周邊
在車站前設有沿海道路，沿路上設有一些民居。近山邊只有少量民居。
- 國道345號（日语：国道345号）
- 野潟海灘

## 相鄰車站
東日本旅客鐵道
■羽越本線
村上－間島－越後早川

## 注腳
1. ↑  JR東日本:駅構内図 （页面存档备份，存于）（日語）

## 外部連結
- 車站資訊（間島）：東日本旅客鐵道（日語）